# BYD Flyer

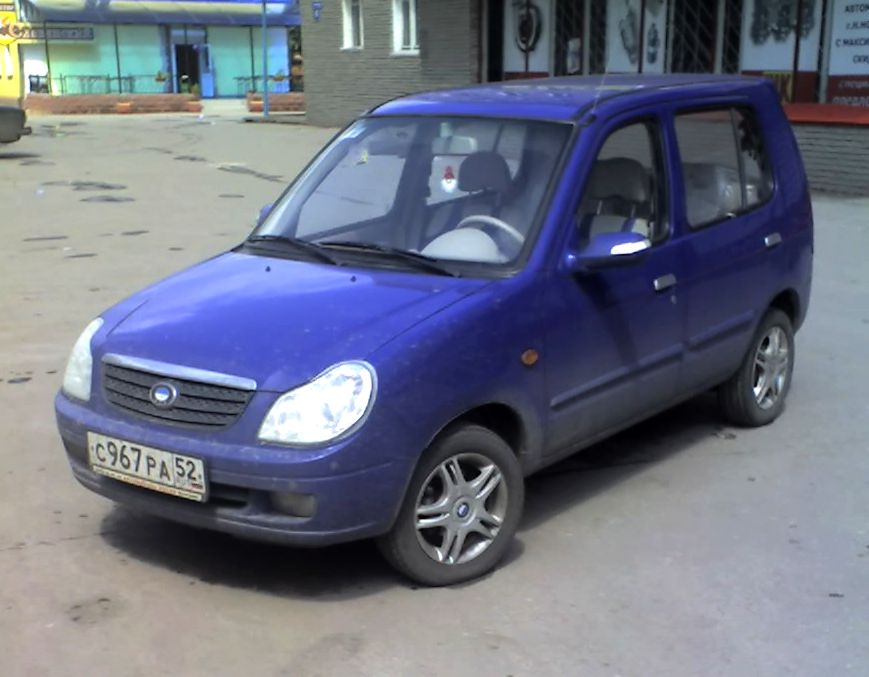
BYD Flyer

La BYD Flyer est une automobile citadine du fabricant chinois BYD. Elle fut d'abord lancée, en 2001 sous la marque Qichuan, avant de prendre un badge Byd lors du rachat du constructeur. En 2006, Byd dévoile le prototype F2, une version plus évoluée. Il préfère néanmoins axer son effort sur le développement de la berline F3. Sa production est stoppée en 2007.